# Megasema calcinia
Megasema calcinia là một loài bướm đêm trong họ Noctuidae.